# 曼凱托 (堪薩斯州)
曼凱托（英語：Mankato）是一個位於美國堪薩斯州朱厄爾縣的城市。同時該地也是朱厄爾縣的縣治。

## 地方資料
曼凱托的座標為39°47′14″N 98°12′33″W / 39.78722°N 98.20917°W，而該地的海拔高度為540米（即1772英尺）。根據2010年美國人口普查，該地共人口836人，而該地的面積約為2.53平方千米。